# メフルダード・プーラーディー
メフルダード・プーラーディー（ペルシア語: مهرداد پولادی、Mehrdad Pooladi、1987年2月26日 - ）は、イランの元サッカー選手。元イラン代表。現役時代のポジションはMFまたはDFで、守備的ミッドフィールダーや左サイドバック、センターバックで出場する事が多いが、元々はフォワードや攻撃的ミッドフィールダーであったため、これらのポジションやウィンガーとしても出場出来るユーティリティープレーヤーである。なお、兵役免除証を偽造したため、イラン代表を追放された。

## クラブ経歴
ペイカーンFCの下部組織出身で2006年にトップチームに昇格。2007年8月にナーセル・ヘジャージー監督に見込まれてエステグラルFCに移籍。ファジュル・セパーシーFC戦で得点をあげたのがエステグラルでの唯一の得点となった。ヘジャージー監督が解任され、フィールーズ・カリーミー監督になるとポジションを失い、起用されなくなった。2009-10シーズンはトラークトゥール・サーズィーFCに移籍、ここではセントラルミッドフィールダーとして起用され、1シーズンの在籍ながら6ゴールをあげた。アザディ・スタジアムで行われた古巣・エステグラル戦では40mの距離からフリーキックを決めた。
2010年7月にメス・ケルマーンFCに移籍。主にミッドフィールダーとして起用されたが、2011-12シーズンに監督に就任したミロスラヴ・ブラジェヴィッチ監督からは構想外とされ、2012年1月にペルセポリスFCにレンタル移籍した。しかし、リーグの移籍期限日に移籍が間に合わなかったためにリーグでの出場は出来ず、登録が間に合ったAFCチャンピオンズリーグ2012のみの要員になってしまった。同大会では7試合に出場、アル・シャバーブ・アル・アラビークラブ戦ではフリーキックから得点をあげた。その後、2年の契約で完全移籍した。エステグラルでは主として左サイドバックを務めたが、守備的ミッドフィールダーや左ウィンガーとして起用される事もあった。そして彼のインテンシティーの高さはサポーターの気に入る所となったばかりか、2014 FIFAワールドカップでの活躍によってプレミアリーグ所属のサウサンプトンFC、ハル・シティAFC、スウォンジー・シティAFCといったクラブからも注目されるようになった。2014年9月17日にイラン・イスラム共和国サッカー連盟は徴兵による彼とペルセポリスの2014-15シーズンの契約に関する判決を言い渡し、この判決によって契約は無効とされ、したがって彼は無所属の身となった。
無所属となった彼はミゲル・アンヘル・ロティーナ監督率いるカタールのアル・シャハニアSCに2年契約で加入。2014年12月5日には同じくイラン代表であるマスード・ショジャエイにアシストを決めた。また、2014-15シーズンの終盤には35mの位置からのフリーキックを決めた。これらの活躍によって2シーズンの契約延長を掴んだ。
2017年6月にタイ・リーグのバンコク・ユナイテッドFCに移籍。

## 代表経歴

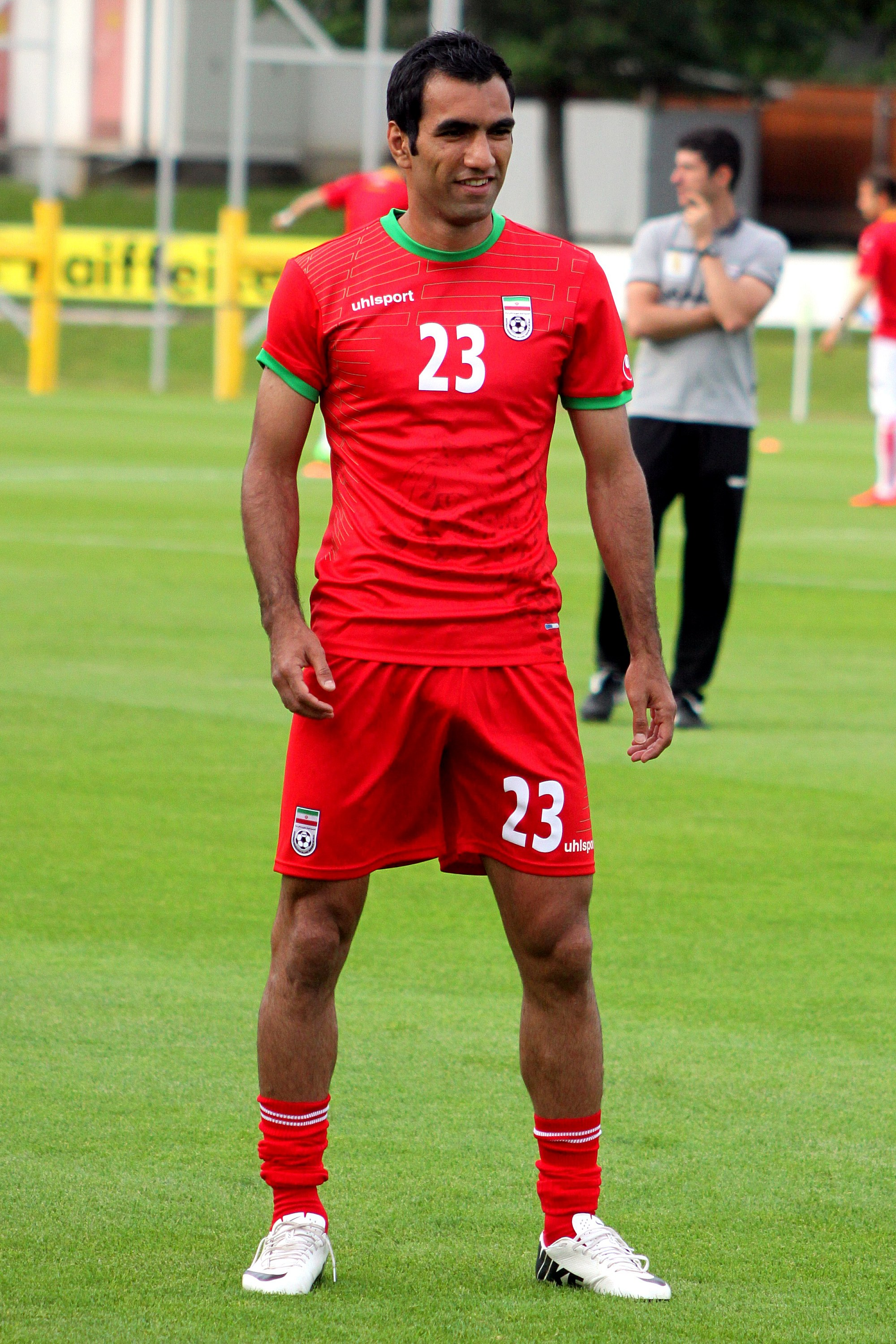
2014年、モンテネグロ代表戦にて

U-20代表としてAFCユース選手権2006の3試合全てに出場した。また、2005年には同じくU-20代表でヴァレンティン・A.グラナツキン記念国際ユース大会で5試合出場している。U-23代表としては2006年アジア競技大会に参加した。
A代表初出場は2011年7月、カルロス・ケイロス監督の下行われたマダガスカル代表戦であった。監督は左サイドバックとして出場させ、彼は代表レギュラーの左サイドバックとして地位を確立した。
2014年6月1日には2014 FIFAワールドカップに挑むイラン代表のメンバーが発表され、彼はこの中に含まれていた。彼は初戦のナイジェリア代表戦で出場しただけでなく、この試合で素晴らしいパフォーマンスをみせ、国際サッカー連盟が初週のベストプレーヤーランキングでトーマス・ミュラーに次いで2位、9.7ポイントを獲得した。第2戦のアルゼンチン代表戦でもその好調は続き、リオネル・メッシらの前でドリブルで魅せた。
同年12月30日に発表されたAFCアジアカップ2015の際もカルロス・ケイロス監督から招集された。年明けて1月23日に行われた同杯準々決勝、イラク代表戦ではベンジャミン・ウィリアムス主審からレッドカードを提示されたが、このレッドカードは物議を醸した。その後、兵役免除証の偽造によってイラン代表を追放されたため、代表最後の出場はレッドカードでの退場となった。

## 代表歴

### 出場大会
- イラン代表
  - 2014 FIFAワールドカップ

### 試合数
- 国際Aマッチ 29試合 0得点（2011年-2015年）[24]

| イラン代表 | 国際Aマッチ | 国際Aマッチ |
| 年         | 出場        | 得点        |
| ---------- | ----------- | ----------- |
| 2011       | 7           | 0           |
| 2012       | 8           | 0           |
| 2013       | 2           | 0           |
| 2014       | 7           | 0           |
| 2015       | 5           | 0           |
| 通算       | 29          | 0           |

## タイトル
エステグラル
- ペルシアン・ガルフ・プロリーグ: 2008-09